# ワットマンコン駅
ワットマンコン駅（ワットマンコンえき、タイ語：สถานีวัดมังกร）は、タイ王国バンコク都サムパッタウォン区とポーンプラープ区に跨って位置する、バンコク・メトロ（MRT）ブルーラインの駅。駅番号は「BL29」。

## 歴史
- 2019年
  - 7月29日 - ブルーライン・フワランポーン - タープラ試運転開通と同時に営業開始。
  - 9月29日 - 正式開業。

## 駅構造

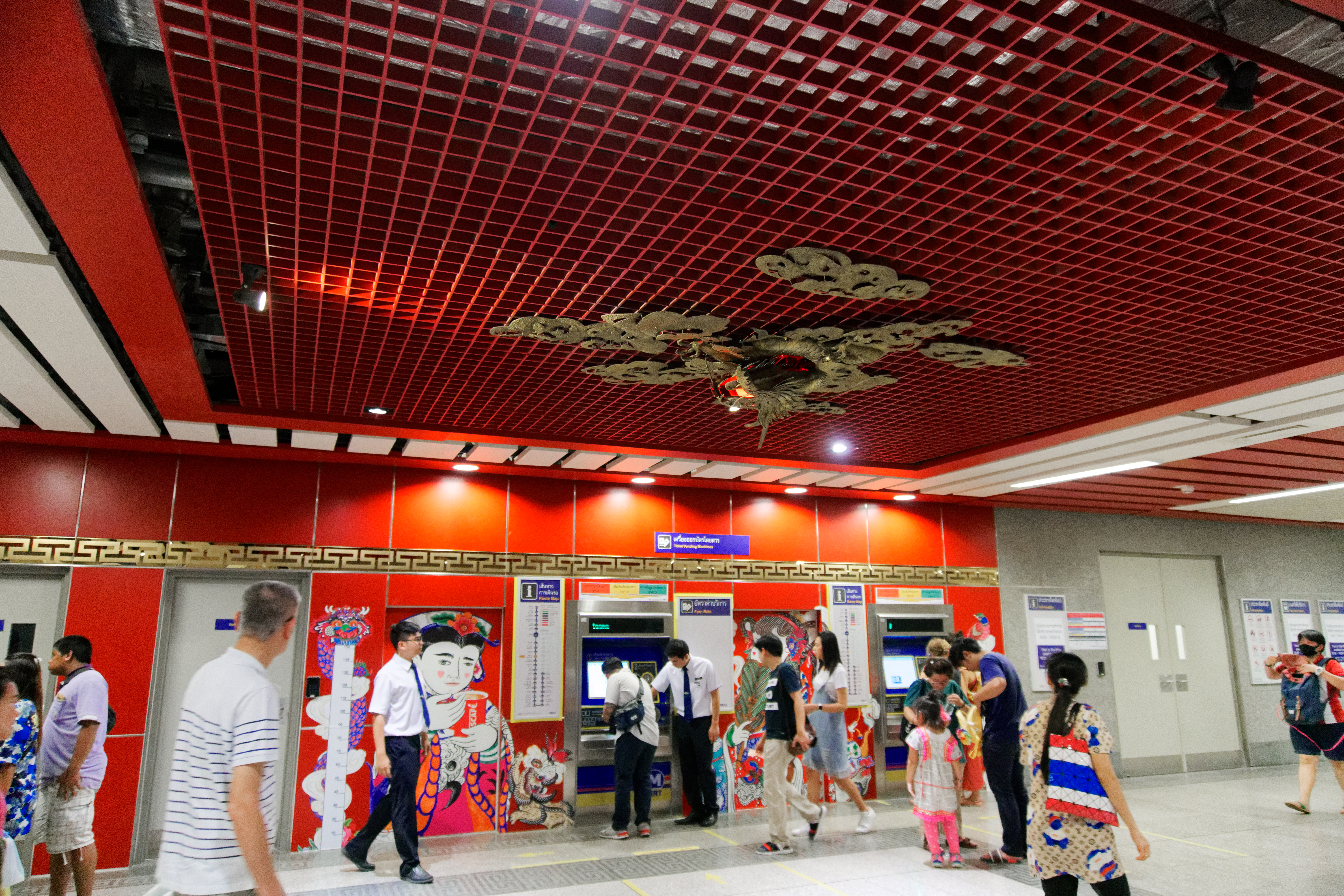
コンコース階・切符売り場

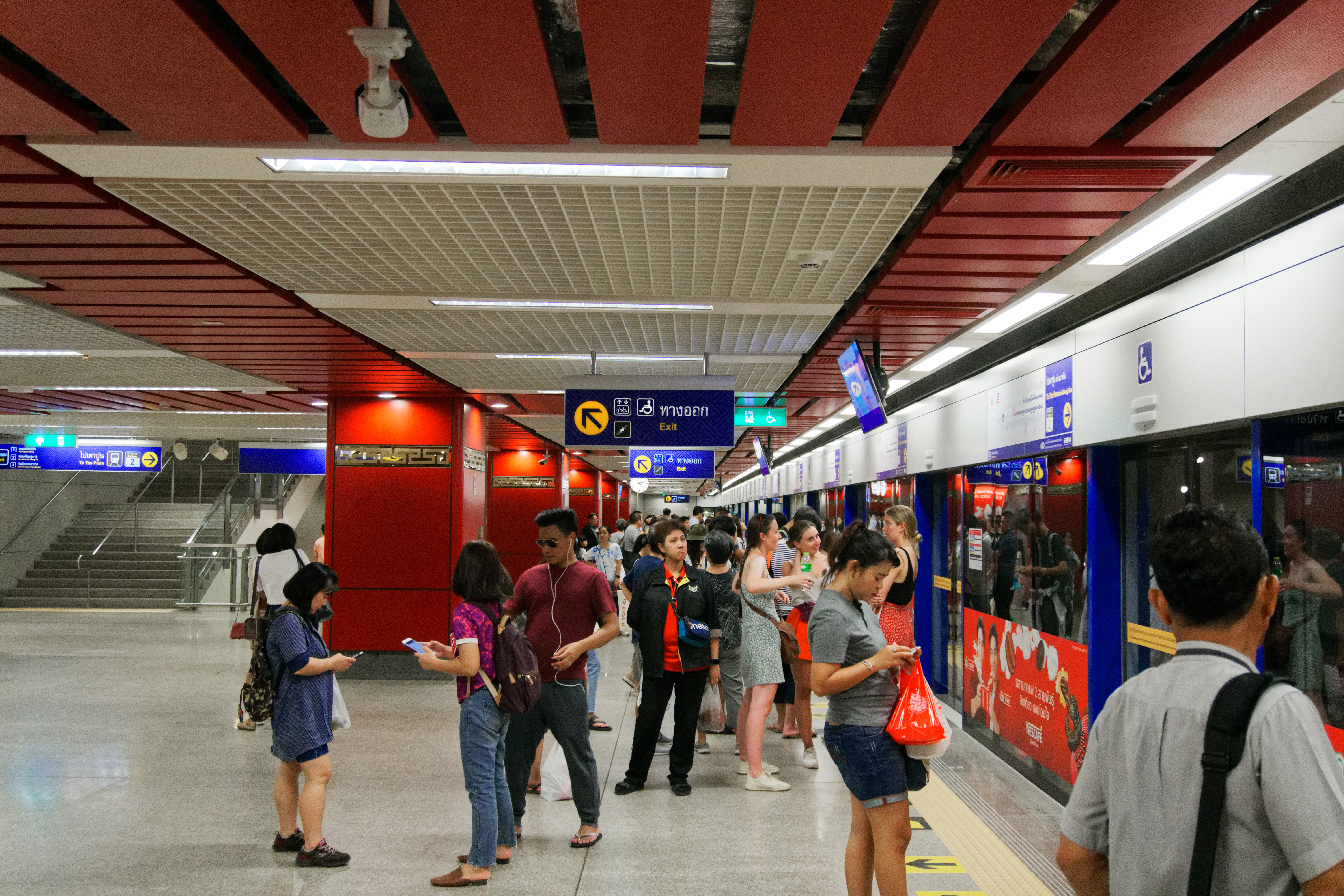
地下2階ホーム

ジャルンクルン通りの地下に位置する地下駅。プラットホームは方向別単式ホーム1面1線の2層構造で、地下2階がフワランポーン経由タープラ方面、地下4階がラックソーン方面になっている。フルハイトタイプのホームドアを完備している。
駅周辺はチャイナタウンであり、その街並みに溶け込むよう、駅入口が中葡建築風のデザインとなっている。ワットマンコン（龍寺の意味）を表す為、駅構内は龍をモチーフとしたデザインにしており、龍の腹の中を歩いているような意匠である。

### のりば
| 番線 | 路線         | 行先                                                     | 階層 |
| ---- | ------------ | -------------------------------------------------------- | ---- |
| 1    | ブルーライン | サナームチャイ・タープラ・バーンワー・ラックソーン方面   | B4F  |
| 2    | ブルーライン | フワランポーン・スクムウィット・バーンスー・タープラ方面 | B2F  |

## 駅周辺

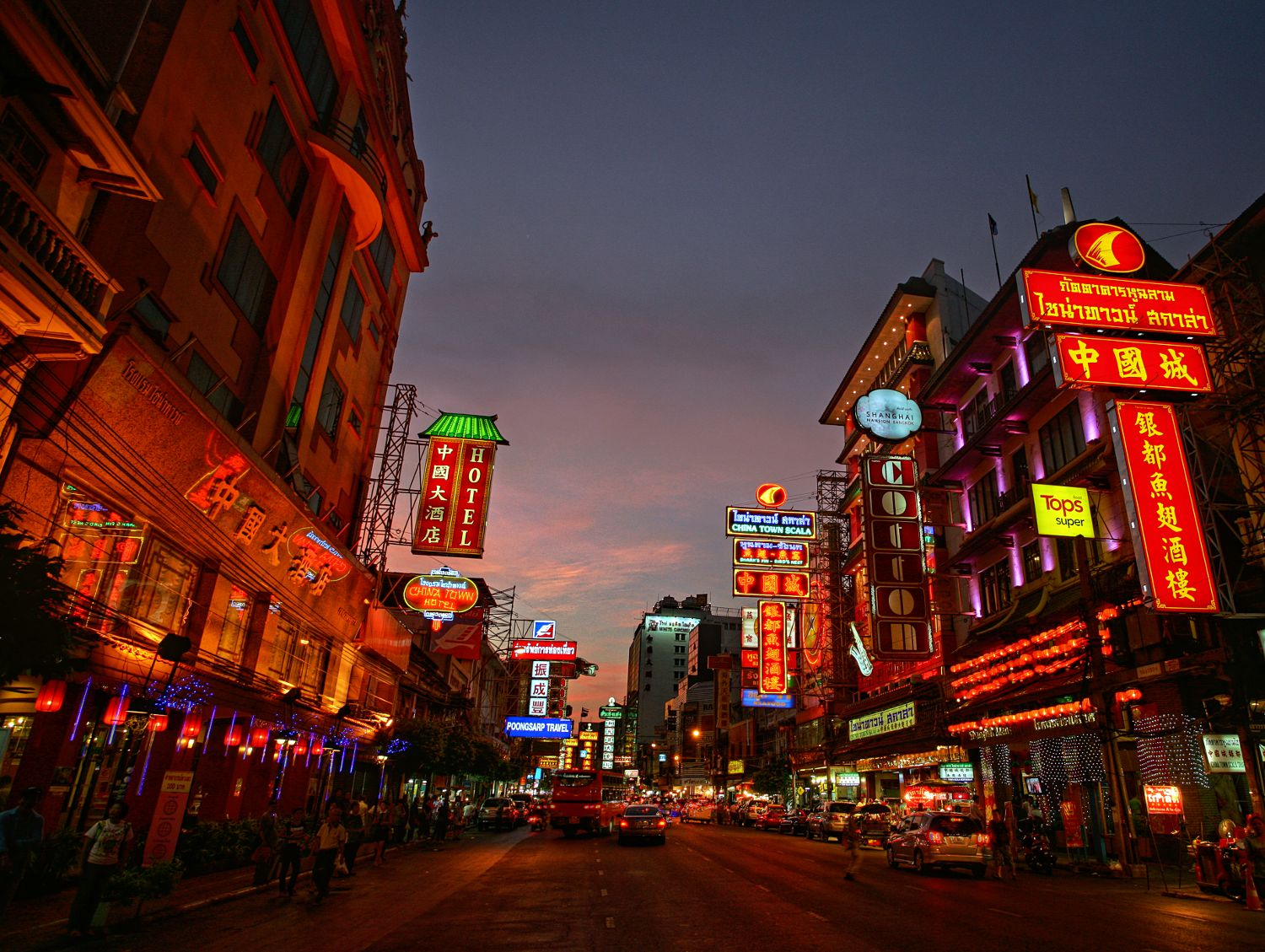
夜のヤワラー通り。駅周辺はバンコク随一の中華街である。

- ワット・マンコン・カマラーワート（タイ語版、英語版、中国語版）（龍蓮寺）
- ワット・カニカポーン（タイ語版、英語版）
- ワット・バンフェン・チン・プロン（タイ語版、英語版）（永福寺）
- ワット・チャヤプーム・カーラーム（翠岸寺）
- ワット モンコン サマーコム（會慶寺）
- ワット・サムパンタウォン・サーラーム・ウォラウィハーン（タイ語版）
- 華僑報徳善堂
- ヤワラー通り
- I'm Chinatown（ショッピングモール）
- アサイ バンコク チャイナタウン
- 培英学校（タイ語版）
- 7月22日ロータリー（タイ語版、英語版）
- クラーン病院（タイ語版、英語版）

## 隣の駅
バンコク・メトロ
 ブルーライン
フワランポーン駅 (BL28) - ワットマンコン駅 (BL29) - サムヨード駅 (BL30)